# دونگا اوتویا
دونگا اوتویا (به صربی: Donja Otulja) یک منطقهٔ مسکونی در صربستان است که در ناحیه پچینیا واقع شده‌است. دونگا اوتویا ۱۰۱ نفر جمعیت دارد.